# IC 3060
IC 3060 је спирална галаксија у сазвјежђу Дјевица која се налази на листи објеката дубоког неба у Индекс каталогу.
Деклинација објекта је + 12° 32' 52" а ректасцензија 12h 15m 2,0s. Привидна величина (магнитуда) објекта IC 3060 износи 13,9 а фотографска магнитуда 14,7. IC 3060 је још познат и под ознакама MCG 2-31-61, CGCG 69-99, VCC 129, NPM1G +12.0307, PGC 39147.